# Apogon caudicinctus
Apogon caudicinctus is een  straalvinnige vissensoort uit de familie van kardinaalbaarzen (Apogonidae). De wetenschappelijke naam van de soort is voor het eerst geldig gepubliceerd in 1988 door Randall & Smith.